# Unihockey Bären/SG BA Tempelhof
Unihockey Bären/SGBA Tempelhof Berlin är en hopslagning av de tyska innebandylagen Unihockey Bären Berlin och SGBA Tempelhof Berlin. Lagen slogs ihop inför säsongen 2008/09. Lagen kommer från den tyska huvudstaden Berlin. 

## SGBA Tempelhof Berlin
SGBA Tempelhof Berlin (eller BAT Berlin) kommer från stadsdelen Tempelhof-Schöneberg i västra delen av Berlin. Hemmaarenan, Spreewaldarena, ligger på Pallasstraße 11, i stadsdelen Schöneberg. Laget kom säsongen 2006/07 fyra i Bundesliga, och samma plats blev det totalt efter att ha förlorat i semifinal mot blivande tyska mästarna UHC Sparkasse Weißenfels med 8-6 och 16-4. I match om tredje pris mötte man Unihockey Löwen Leipzig i bästa av tre matcher, men det blev bara två matcher, och de vann Unihockey Löwen Leipzig med 6-5 och 5-4. Säsongen 2007/08 slutade laget sist i serien och fick spela playoff för att hålla sig kvar i 1. Bundesliga. Där mötte man 2. Bundesligalaget Wikinger Grimma, där var det också bäst av tre matcher. Den första matchen spelades hemma i Berlin och laget vann med 8-4, och åkte till Grimma med 1-0 i matcher. Där vann BAT med 9-5 och var då klara för spel i 1. Bundesliga säsongen 2008/09 tillsammans med Unihockey Bären.
BAT har också ett damlag i Bundesliga för damer, sen också några ungdomslag (ett U-13, ett U-15 och ett U-17). Sen finns det också ett så kallat hobbylag, där alla som vill får träna.

### Kända spelare
Felix Klein (målvakt), Paul Franke (forward) och Timm Bergmann (forward) spelar i Tysklands U-19 landslag, Jan Kratochvil (forward från Tjeckien) kom 5:a i den tyska poängligan säsongen 2007/08 och Adrian Mühle (back) är ordförande i Berlin-Brandenbrugische Unihockey Vereinigung e.V. (BBUV).